# Gotthard Trommler
Gotthard Trommler (* 19. Oktober 1931 in Pöhla; † 26. Juni 2014) war ein deutscher nordischer Skisporttrainer.

## Werdegang
Der wie Jens Weißflog aus der erzgebirgischen Gemeinde Pöhla stammende Trommler erlernte nach dem Besuch der Volksschule den Beruf Elektroinstallateur. Bei der SDAG Wismut war er nach seiner Ausbildung als Grubenelektriker unter Tage eingesetzt. 1952 erhielt er eine Delegierung an die Deutsche Hochschule für Körperkultur (DHfK) in Leipzig, wo er sein Abitur nachholen konnte und ein Studium der Sportwissenschaften und der Pädagogik absolvierte.
Als diplomierter Sportlehrer im Wintersportbereich begann er seiner Trainerlaufbahn 1957 als Nachwuchstrainer bei der SG Wismut Johanngeorgenstadt und etwas später beim SC Traktor Oberwiesenthal. Der Deutsche Skiläuferverband berief ihn 1964 zum Verbandstrainer der Deutschen Demokratischen Republik in der Nordischen Kombination. Dabei betreute er u. a. die Sportler Andreas Kunz, Karl-Heinz Luck, Claus Tuchscherer, Ulrich Wehling und Konrad Winkler. An der DHfK wurde er 1974 zur Thematik Trainingskonzeption für die Disziplin Nordische Kombination im Olympiazeitraum 1973 bis 1976 zum Dr. paed. promoviert. 1976 wurde er zum Verbandstrainer der DDR für das Skispringen berufen, welchen Posten er bis 1981 innehatte. Zu seinen Schützlingen zählten die Skispringer Matthias Buse, Manfred Deckert, Henry Glaß und Falko Weißpflog.
Nach seiner Rückkehr nach Oberwiesenthal wurde er beim SC Traktor Oberwiesenthal Cheftrainer in den Bereichen Skispringen und Ski Nordisch. Zeitweilig war er interimsweise Vereinsvorsitzender des SC Traktor bzw. des daraus hervorgegangenen Oberwiesenthaler Sportvereins 1990. Nach der politischen Wende in Deutschland übernahm er die Leitung der Außenstelle des Olympiastützpunktes Chemnitz in Oberwiesenthal, die er bis 1997 führte.
2007 wurde er als „Sächsischer Trainer des Jahrhunderts in der Disziplin Nordische Kombination“ vom Sächsischen Skiverband ausgezeichnet. Zudem war Trommler Träger des Sportehrenzeichens in Gold des Deutschen Skiverbands. Bereits 1974 hatte er den  Vaterländischen Verdienstorden in Bronze erhalten.